# Бронепалубные крейсера типа «Ниитака»
Тип «Ниитака» (яп. 新高型軽巡洋艦 Ниитака-гата кэйдзюнъё:кан, «Лёгкие крейсера типа „Ниитака“») — тип японских бронепалубных крейсеров 2-го класса. Принимали участие в Русско-японской и Первой мировой войне.
Заказаны в 1897 году по Второй чрезвычайной программе усиления флота 1896 года за счёт контрибуции, полученной после Японо-китайской войны. Стали вторым типом крейсеров, разработанных и построенных в Японии (неудачный опыт строительства крейсеров тип «Сума» заставил японцев временно отказаться от постройки больших кораблей на отечественных верфях). Головной корабль серии — крейсер «Ниитака» был построен за два года Морским арсеналом в Йокосуке, уже имевшим опыт строительства крупных кораблей. Второй корабль — крейсер «Цусима» строился на новой верфи Морского арсенала в Куре, поэтому его строительство затянулось и заняло 28 месяцев.
Предназначались для разведывательной и сторожевой службы. 

По конструкции мало отличались от крейсера «Сума», но обладали большим водоизмещением, что позволило повысить мореходность, и более мощным вооружением (152-мм орудия вместо 120-мм). 152-мм орудия, для повышения остойчивости, были установлены в спонсонах по бортам низко к воде, в результате в свежую погоду сильно заливались волнами. Противоминная артиллерия размещена в центральной части корпуса, установка боевых марсов не предусматривалась. По опыту испано-американской войны, показавшей высокую взрывоопасность торпедного вооружения, было принято решение отказаться от установки торпедных аппаратов.
Главный недостаток заключался в установленных неудачных котлах системы Никлосса. Они были более совершенны, чем локомотивные котлы на «Сума», однако их более высокая аварийность заставила строить крейсер «Отова» по изменённому проекту.
Относительно удачный проект обеспечил более чем двадцатилетнее нахождение кораблей в строю.

## Представители
| Название     | Закладка       | Спуск на воду   | Вступление в строй | Судьба |
| ------------ | -------------- | --------------- | ------------------ | --- |
| Ниитака 新高 | 7 января 1902  | 15 ноября 1902  | 27 января 1904     | Корабль береговой обороны 2-го класса с 1.09.1921. Погиб в тайфуне 26 августа 1922 у берегов Камчатки              |
| Цусима 対馬  | 1 октября 1901 | 15 декабря 1902 | 14 февраля 1904    | Корабль береговой обороны 2-го класса с 1.09.1921. Исключен из списков флота 1.04.1939. Потоплен как мишень в 1944 |